# Minuartia helmii
Minuartia helmii är en nejlikväxtart som först beskrevs av Fisch. och Nicolas Charles Seringe, och fick sitt nu gällande namn av Boris Konstantinovich Schischkin. Minuartia helmii ingår i släktet nörlar, och familjen nejlikväxter. Utöver nominatformen finns också underarten M. h. igoschinae.